# Trường Cao đẳng Công nghệ Hà Nội
Trường Cao đẳng Công nghệ Hà Nội (tên viết tắt là HiTech) là một trường cao đẳng tư thục tại Hà Nội. Năm 2019 trường đã được Tổ chức giáo dục FPT mua lại và đổi tên thành Trường Cao đẳng FPT Polytechnic.

## Các ngành đào tạo
Hệ Cao đẳng chính quy (Được học liên thông lên Đại học)
- Công nghệ Kỹ thuật cơ khí
- Công nghệ kỹ thuật Điện.
- Công nghệ kỹ thuật Điện - Điện tử
- Công nghệ thông tin
- Kế toán
- Quản trị kinh doanh
- Tài chính - Ngân hàng.

Hệ Cao đẳng liên thông (TCCN lên Cao đẳng)
- Công nghệ kỹ thuật Cơ khí
- Công nghệ kỹ thuật điện
- Công nghệ thông tin
- Kế toán

Trung cấp chuyên nghiệp(Được học liên thông lên CĐ, ĐH)
- Công nghệ kỹ thuật Cơ khí
- Điện công nghiệp và dân dụng
- Công nghệ thông tin
- Kế toán

Cao đẳng nghề (Được học liên thông lên ĐH)
- Điện công nghiệp
- Lập trình máy tính
- Kế toán doanh nghiệp
- Điện tử công nghiệp

Hệ ĐH liên thông học tại trường (Hợp tác với ĐHCNHN – ĐHKTQD)
- Công nghệ kỹ thuật điện
- Công nghệ thông tin
- Kế toán
- Quản trị Kinh doanh
- Tài chính ngân hàng